# Hovdeneset
Hovdeneset (norwegisch für Hügelnase, japanisch ラングホブデ北 Langhovde-kita-misaki, deutsch ‚Langhovdenordspitze‘) ist eine Landspitze an der Prinz-Harald-Küste des ostantarktischen Königin-Maud-Lands. Am Ostufer der Lützow-Holm-Bucht bildet sie das nördliche Ende der Hügelgruppe Langhovde.
Teilnehmer einer von 1957 bis 1962 durchgeführten japanischen Antarktisexpedition nahmen Vermessungen der Landspitze vor und benannten sie. Norwegische Kartographen übertrugen diese Benennung ins Norwegische. Im englischen Sprachraum ist sie als Langhovde-kita Point geläufig.